# بال‌دارددتباران
بال‌دارددتباران (به لاتین: Volaticotherini) یک تبارشاخه از پستانداران هوسه‌قیف‌دندان‌سانان (eutriconodont) از دورهٔ میانه‌زیستی است. علاوه بر سردهٔ بال‌داردد دارای سردهٔ Argentoconodon, Ichthyoconodon و به‌طور بالقوه Triconolestes است.